# Tống Thần Tông
Tống Thần Tông (chữ Hán: 宋神宗, 25 tháng 5, 1048 - 1 tháng 4, 1085), húy Triệu Húc (趙頊), là vị Hoàng đế thứ sáu của nhà Bắc Tống trong lịch sử Trung Quốc, ông ở ngôi từ năm 1067 đến năm 1085, tổng hơn 18 năm.
Tống Thần Tông là một vị quân vương có chí trung hưng đất nước. Không lâu sau khi lên ngôi, ông theo đề nghị của tể tướng Vương An Thạch, quyết định thực hiện tân pháp, cải cách trên nhiều lĩnh vực kinh tế-chính trị-quân sự... Tuy vậy công cuộc cải cách không thu được hiệu quả như mong muốn do sự cản trở của phe thủ cựu và sự mâu thuẫn ngay trong nội bộ phe tân pháp, dẫn đến Vương An Thạch bị bãi chức và những chính sách mới lần lượt bị thủ tiêu sau khi Thần Tông qua đời.
Về phương diện đối ngoại, sau biến pháp, nhà Tống tiến hành các cuộc chiến tranh với Đại Việt và Tây Hạ để mở rộng lãnh thổ, song đều bị thất bại nặng nề, thế nước tiếp tục xuống dốc. Năm 1085, Thần Tông qua đời, ngôi hoàng đế được truyền cho người con trai mới 10 tuổi là Tống Triết Tông. Phe thủ cựu lại được trọng dụng, kết thúc thời kì biến pháp.

## Thân thế và cuộc sống ban đầu
Tống Thần Tông bổn danh Triệu Trọng Châm (趙仲鍼), chào đời vào ngày Mậu Dần (10) tháng 4 năm thứ tám Khánh Lịch (25 tháng 5 năm 1048) tại phủ Bộc vương. Lúc đó cha của ông, Triệu Thự vẫn chỉ là vương tử của Bộc vương Triệu Doãn Nhượng. Mẹ ông là Tuyên Nhân Thánh Liệt hoàng hậu Cao thị. Tháng 8 (ÂL) cùng năm, ông được ban tên là Trọng Châm, nhận chức Soái phủ phó soái, sau ba lần lại thăng đến chức Hữu thiên ngưu Vệ tướng quân.
Ngày Tân Mùi (29) tháng 3 (30 tháng 4 năm 1063), Tống Nhân Tông qua đời, Triệu Thự được chọn làm người kế nhiệm, tức là Tống Anh Tông. Triệu Trọng Châm được phong làm Quan sát sứ An châu, tước Quang quốc công (光国公). Ngày Nhâm Tuất (21) tháng 5 (20 tháng 6), nhận sách ở Đông cung. Triệu Trọng Châm lúc trưởng thành đã có tướng đế vương, từng cử chỉ hành động đều có khuôn phép, chừng mực. Bản tính ông lại ham học, nhiều khi vì học nhiều quá mà quên cả bữa ăn, khiến vua cha nhiều lần sai nội thị đến nhắc nhở. Tháng 9 ÂL, gia phong Tiết độ sứ Trung Vũ quân, Đồng trung thư môn hạ bình chương sự, tước Hoài Dương quận vương (淮阳郡王), cải tên là Triệu Húc.
Tháng 6 ÂL năm nguyên niên Trị Bình (1064), ông được tiến phong là Dĩnh vương (颍王). Tháng 3 ÂL năm thứ ba (1066), ông thành hôn với Hướng thị, con gái cố tướng Hướng Mẫn Trung. Từ mùa đông cùng năm, Anh Tông bắt đầu không khỏe, Dĩnh vương xin theo lệ cũ thời Nhân Tông, cứ hai ngày một lần đến Nhĩ Anh các giảng độc, để yên lòng người. Khi bệnh tình của Anh Tông trở nặng, tể tướng Hàn Kì vào thăm và xin lập Thái tử. Khi ấy Anh Tông bệnh không nói được, những mệnh lệnh đều phải tự tay lấy bút mà ghi. Khi các đại thần xin lập tự, Anh Tông gật đầu rồi miễn cưỡng viết tám chữ: "Lập Đại vương làm hoàng thái tử". Hàn Kỳ xin viết kĩ hơn, Anh Tông ghi thêm ba chữ Dĩnh vương Húc rồi cho phát đi. 
Ngày Đinh Tỵ (8) tháng 1 năm thứ tư (25 tháng 1 năm 1067), Anh Tông qua đời ở điện Phúc Ninh. Triệu Húc khi đó 20 tuổi lên nối ngôi, tức là Tống Thần Tông.

## Làm Hoàng đế

### Bổ dụng Vương An Thạch

Vương An Thạch

Ngày Kỉ Mùi (10) tháng 1 (27 tháng 1), Thần Tông tôn Tào thái hậu làm Thái hoàng thái hậu, sinh mẫu Cao hoàng hậu làm Hoàng thái hậu. Ngày 3 tháng 2, Thần Tông bắt đầu nghe chính, phong Ngô Khuê làm Xu mật phó sứ, Hàn Kỳ làm Tư không kiêm Thị trung, Tăng Công Lượng làm Môn hạ thị lang, Thượng thư bộ Lại; Văn Ngạn Bác làm Thượng thư Tả bộc xạ, Kiểm giáo tư đồ kiêm Trung thư lệnh; Âu Dương Tư, Triệu Khái làm Tham chính, Thượng thư Tả thừa; các hoàng đệ cũng được phong tước thân vương. Ngày 22 tháng 2, sách phong phu nhân Hướng thị làm Hoàng hậu.
Ngày 26 tháng 10 năm 1067, Thần Tông bổ dụng Phú Bật làm Thượng thư Tả bộc xạ, ngày 2 tháng 11, ông triệu Vương An Thạch về triều nhận chức Hàn lâm học sĩ. Vương An Thạch người Lâm Xuyên, hiệu là Giới Phủ, là người có tiếng tăm và tài năng; ban đầu chỉ làm quan cấp thấp. Nhiều đại thần triều đình tiến cử, nhưng An Thạch lấy cớ phụng dưỡng tổ mẫu mà từ chối. Thời Nhân Tông, Anh Tông nhiều lần có chỉ triệu về kinh nhưng An Thạch tránh né không nhận. Đến khi Thần Tông lên ngôi, dùng làm tri Giang Ninh, đến đây chính thức được triệu về, An Thạch không từ chối nữa. Lúc đó, trong triều nhiều người nói Hàn Kỳ làm tướng quyền lực quá cao, lấn át bề trên. Do đó ngày 5 tháng 11, Thần Tông bãi Hàn Kỳ làm tiết độ sứ Trấn An, phán Tương châu. Ngô Khuê và Trần Thăng cũng bị bãi, dùng Lã Công Bật làm Xu mật sứ, Trương Phương Bình, Triệu Biến Tịnh làm Tham chính., Tăng Công Lượng làm Thượng thư Tả bộc xạ, Văn Ngạn Bác làm Tư không, Tư Mã Quang làm Hàn lâm học sĩ.
Ngày 7 tháng 5 năm 1068, Vương An Thạch vào triệu kiến Thần Tông. Thần Tông hỏi về việc trị nước, An Thạch nói cần phải có phương pháp. Thần Tông hỏi về Đường Thái Tông, An Thạch đáp rằng nếu có thực lòng muốn cai trị thì Nghiêu, Thuấn còn có thể làm được, nói gì đến nhà Đường, Thần Tông nghe xong rất hài lòng.
Ngày 25 tháng 2 năm 1069, Thần Tông dùng Phú Bật làm Đồng bình chương sự, Vương An Thạch làm Tham tri chính sự. An Thạch đề nghị Thần Tông tiến hành cải cách, nhưng không nên dùng nhiều người quá, vì như vậy sẽ nảy sinh rắc rối. Thần Tông bằng lòng, lập Chế trí tam tư điều lệ, cho An Thạch làm Tổng lĩnh; Lã Huệ Khanh, Tăng Bố, Chương Đôn, Tô Triệt làm phó, xem xét tình hình mà đề ra việc thực thi tân pháp. Nhiều đại thần phái thủ cựu như Phú Bật, Phạm Thuần Nhân, Tôn Xương Linh không đồng tình với tân pháp liền bị bãi miễn.

### Thực hành tân pháp
Ngày 6 tháng 3 năm 1070, các đại thần như Tôn Giác, Lã Công Trứ, Trương Tiển, Trình Hạo, Lý Thường liên danh dâng sớ phản đối tân pháp, Thần Tông đều để ngoài tai, không lâu sau họ đều bị giáng chức. Dùng Hàn Giáng làm Tham chính, Phùng Kinh làm Xu mật phó sứ thay cho Lã Công Bật bị bãi. Vương An Thạch được làm tể tướng, cho điều tra về thuế má, giao dịch, ruộng đất bỏ hoang..., tâu xin cho Lưu Di, Tạ Tài, Trình Hạo, Lư Bỉnh, Vương Nhữ Dực... đến các lộ điều tra; tìm được 301178 mẫu đất hoang hóa. An Thạch đề xướng tân pháp với các nội dung chủ yếu là 3 phép về tài chính và 2 phép về quân binh
1. Phép thanh miêu: khi lúa còn xanh thì nhà nước cho dân vay tiền, đến khi lúa chín thì dân lại phải trả tiền lại, tính theo lệ nhà nước đã định mà trả tiền lãi.
2. Phép miễn dịch: cho những người dân đinh mà ai phải sưu dịch thì được nộp tiền, để nhà nước lấy tiền ấy thuê người làm.
3. Phép thị dịch: đặt ra một sở buôn bán ở chốn kinh sư, để có những hàng hóa gì dân sự bán không được thì nhà nước mua thu cả lấy mà bán. Những nhà buôn ai cần phải vay tiền thì cho vay, rồi cứ tính theo lệ nhà nước mà trả tiền lãi.
4. Bảo giáp: lấy dân làm lính. Chia ra 10 nhà làm một bảo, 500 nhà làm một đô bảo. Mỗi bảo có đặt hai người chánh phó để dạy dân luyện tập võ nghệ.
5. Bảo mã: nhà nước giao ngựa cho các bảo phải nuôi, có con nào chết thì dân phải theo giá đã định mà bồi thường lại.

Về sau còn đặt ra thêm quân thâu, thị dịch, phương điền quân thuế...Tuy nhiên, việc thực hành tân pháp gặp phải trở ngại mãnh liệt của phái bảo thủ do Tư Mã Quang lãnh đạo. Cộng thêm thiên tai không ngừng, quyết tâm thực hành tân pháp của Tống Thần Tông có dao động. Hậu nhân có nhìn nhận khác nhau nhiều về "Hi Ninh tân pháp", song dù sao hiệu quả của việc thi hành tân pháp không như kỳ vọng. Mặc dù việc thi hành tân pháp làm tăng đáng kể thu nhập tài chính quốc gia và diện tích canh tác, song lại gia tăng nghiêm trọng gánh nặng của bình dân. Trên phương diện quân sự, cải cách của Hi Ninh tân pháp dừng tại giải quyết phần ngọn, lực chiến đấu của quân đội không được cải thiện rõ ràng. Cộng thêm quan niệm của Vương An Thạch mới lạ, cần thời gian rất dài mới có thể thi hành toàn diện hơn 10 hạng mục cải cách, khiến biến pháp rơi vào khốn cảnh muốn đẩy nhanh song không đạt. Thời kỳ sau thi hành tân pháp, độ lệch giữa pháp lệnh và chấp hành ngày càng lớn, một số biện pháp từ làm lợi cho dân biến thành nhiễu dân. Trong quá trình chấp hành tân pháp, việc dùng người không thích hợp còn là nguyên nhân sau cùng làm mất lòng dân, thành viên phái biến pháp như Lã Khanh, Tăng Bố, Lý Định và Sái Kinh đều là người có phẩm cách và cá tính chịu nhiều tranh nghị, bị cho là tiểu nhân.
Vào mùa thu năm 1070, hai tướng Hàn Giáng, Tăng Công Lượng bị bãi; ngày 20 tháng 10 cùng năm, Thần Tông bổ dụng Phùng Kinh làm Tham chính, Ngô Sung làm Xu mật phó sứ. Ngày 14 tháng 1 năm 1071, dùng Hàn Giáng, Vương An Thạch làm Đồng trung thư môn hạ bình chương sự, Vương Khuê làm Tham chính. Ngày 5 tháng 3, theo đề nghị của Vương An Thạch, nhà Tống cải cách việc thi cử, bãi thi phú và minh kinh chư khoa, nội dung chính cho thi cử là Thi, Thư, Dịch, Chu Lễ, Lễ ký, Luận ngữ, Mạnh Tử...

### Vương An Thạch thất thế
Bấy giờ sau khi cải cách thi cử, Tô Thức được cử làm chủ khảo chấm thi, ra đề cho sĩ tử luận về việc chuyên nhiệm có khi thành, có khi bại. An Thạch biết kà Tô Thức ám chỉ mình, bèn sai Tạ Cảnh Uẩn vu khống Tô Thức. Tô Thức tự thấy bất an phải xin ra Hàng châu.
Từ nửa cuối năm 1073 đến cuối xuân 1074 thời tiết hanh khô, không có mưa. Thần Tông lo lắng, nghi là do việc tân pháp khiến trơi oán giận, muốn tạm đình chỉ, nhưng Vương An Thạch và Phùng Kinh cực lực can ngăn, đành thôi. Mấy hôm sau, Thần Tông hạ chiếu tự trách. Lúc đó có đại thần là Trịnh Hiệp dâng lên Thần Tông những bức tranh vẽ về tình cảnh khốn đốn của bách tính, gọi là Lưu dân đồ, đồng thời cũng bói Đông Bắc mất mùa, trăm họ thống khổ lại còn bị bọn sai dịch đối xử tàn nhẫn, tất cả là do tân pháp, nay cần phải bãi đi. Thần Tông nghe theo, cho bãi thu miễn hành tiền, thanh miêu, miễn dịch, phương điền, bảo giáo; sau đó lập tức liền có mưa. Vương An Thạch giận lắm, muốn từ chức, bọn Đặng Quản và Lã Huệ Khanh khóc lóc với Thần Tông và đòi thi hành lại tân pháp. An Thạch còn đặt ra thủ thực pháp: tất cả mọi hàng hóa đều do quan lại cấp trên định giá, người dân căn cứ vào giá quy định, tính toán tài sản trong nhà rồi báo lên quan; sau đó định thành tiền thuế mà các huyện dâng nộp. Lã Huệ Khanh dâng sớ nói những vùng mất mùa, đói kém được giảm thuế, nhưng Kinh Hồ án sát sứ Bồ Tông Mạnh không chịu.
Thái hoàng thái hậu Tào thị ở trong cung cũng không hài lòng với tân pháp của Vương An Thạch. An Thạch thấy bất an nên xin từ chức. Ngày 17 tháng 5 năm 1074, Thần Tông bãi An Thạch làm tri Giang Ninh phủ, sau đó dùng Hàn Giáng làm Đồng bình chương sự, Lã Huệ Khanh làm Tham tri chính sự. Trịnh Hiệp lại dâng sớ đem chia các vị tể tướng nhà Đường làm hai loại, ví Lã Huệ Khanh là tiểu nhân. Huệ Khanh tức lắm, giật dây cho Trương Tảo tấu hặc Phùng Kinh và Trịnh Hiệp khiến hai người bị mất chức. Không lâu sau, Hàn Giáng dâng sớ xin dùng lại An Thạch, Thần Tông bằng lòng. Ngày 28 tháng 2 năm 1075, Vương An Thạch lại được bổ dụng làm Đồng trung thư môn hạ bình chương sự. Tác phẩm của An Thạch tại cục Kinh Nghĩa là Tam kinh tân nghĩa cũng được dùng cho sĩ tử đọc trước mỗi khoa thi. Tiến phong Vương An Thạch làm Tả bộc xạ, Lã Huệ Khanh làm Cấp sự trung, Vương Bàng (con An Thạch) làm Long Đồ các trực học sĩ.
Vương Bàng giật dây cho Đặng Quản và Thái Thừa Hi tố cáo Lã Huệ Khanh. Ngày 12 tháng 11 năm 1075, Huệ Khanh bị đẩy làm tri Trần châu. Một năm sau, Vương Bàng cùng mấy môn khách đưa bản án của Huệ Khanh vào bộ phận của An Thạch rồi chuyển vào hình ngục. Huệ Khanh biết được chuyện đó, nên dâng sớ về triều kể tội An Thạch. An Thạch biết là do con mình làm, nên buông lời trách cứ. Ít lâu sau Vương Bàng qua đời, An Thạch buồn rầu không muốn làm việc nữa. Đặng Quản tâu kể công An Thạch, xin nhiệm dụng con hoặc rể của ông ta. Lúc đó Thần Tông đã chán An Thạch, nên đưa bản tấu đó cho An Thạch. An Thạch biết ý vua, đành phải xin đày Đặng Quản ra Quế châu. Không lâu sau An Thạch cũng xin từ chức; ngày 22 tháng 11 năm 1076, An Thạch bị giáng làm tri Giang Ninh phủ. Sự nghiệp chính trị của Vương An Thạch đến đó là chấm dứt, Thần Tông đích thân điều hành tân pháp, gọi là Nguyên Phong cải chế, song không được như trước nữa. Dùng Vương Khuê làm Đồng trung thư môn hạ bình chương sự, Phùng Kinh làm Tri Xu mật viện.

### Khởi chiến với Đại Việt
Năm 1072, ở nước Đại Việt, vua Lý Thánh Tông mất, con là Lý Nhân Tông lên nối ngôi còn nhỏ, mẫu hậu Linh Nhân nhiếp chính. Tống Thần Tông theo lời khuyên của Vương An Thạch, ráo riết chuẩn bị xâm lược nước Đại Việt phương Nam nhằm tăng nhuệ khí, mở mang bờ cõi để thu thuế và sung thêm quân để đánh Liêu và Tây Hạ.
Thái úy Lý Thường Kiệt của Đại Việt biết tin, dùng chiến thuật "tiền phát chế nhân", đưa binh bất ngờ bắc tiến, chiếm được Khâm Châu, Liêm Châu của nhà Tống, bao vây cả Ung Châu - nơi có danh tướng Tô Giám trấn thủ. Các thành trì xung quanh đưa quân đến giải vây thì bị quân Lý Thường Kiệt đánh bại ở Côn Luân. Sau 42 ngày vây thành, Ung Châu thất thủ, Tô Giám bị Lý Thường Kiệt ép phải tự sát chết. Ngày 1 tháng 3 năm 1076, quân Lý chiếm thành Ung châu và tiến hành đồ sát dân chúng trong thành.
Lý Thường Kiệt ra lệnh tiêu hủy thành lũy, phá kho tàng dự trữ trong vùng Tả Giang và lấy đá lấp sông chặn đường cứu viện của quân Tống, sau đó lui về nước và bố trí phòng thủ đợi quân Tống sang. Đầu năm 1076 nhà Tống mới biết tin ba thành bị đánh. Ngày 9 tháng 2 năm 1076, Tống Thần Tông hạ chiếu thảo phạt Đại Việt, cử Triệu Tiết và Quách Quỳ thống lĩnh 10 vạn quân chia làm 2 cánh đánh Đại Việt: đường bộ do Quách Quỳ và Triệu Tiết chỉ huy, đường thủy do Dương Tiến Tùng chỉ huy. Phía quân Việt, Lý Thường Kiệt cho đắp phòng tuyến tại bến Như Nguyệt (Sông cầu) kéo dài khoảng 30 km suốt từ chân dãy núi Tam Đảo ngã ba sông Cà Lồ-sông Cầu tới Vạn Xuân (Phả Lại) lợi dụng các địa hình tự nhiên như bãi lầy, gò cao và cả các chiến lũy bằng đất, gỗ, rào tre. Ngày 8 tháng 1 năm 1077, quân Tống tiến vào nước Việt, sau nhiều trận giằng co ác liệt, hai bên đều chịu nhiều tổn thất nhưng quân Tống đã áp sát phòng tuyến trên sông.
Ngày 18 tháng 1, quân Tống tới bờ Bắc sông Như Nguyệt, đối diện với tuyến phòng thủ chủ lực của quân Đại Việt. Hai bên ở trong thế bất phân thắng bại, cầm cự lâu ngày. Lý Thường Kiệt dùng mưu làm bài thơ thần "Nam quốc sơn hà", sai người đọc to ở đền thờ Trương Hát, Trương Hống. Quân Tống ban đêm nghe thấy thì tinh thần rã rời. Lý Thường Kiệt cho quân sang sông đánh bại quân Tống, quân Tống gặp nhiều khốn đốn. Cuối cùng nhà Lý sai sứ sang xin nghị hòa, Quách Quỳ đành phải chấp thuận và rút quân vào tháng 3 cùng năm.

### Chiến tranh với Tây Hạ
Ngoài ý định thay cũ đổi mới để làm cho dân giàu nước mạnh, Thần Tông còn muốn thay đổi quan hệ thỏa hiệp với Liêu và Tây Hạ để từng bước thống nhất Trung Quốc. Tuy nhiên tình hình không được như Thần Tông mong muốn. Ngay từ mùa thu năm 1070, người Hạ xâm phạm thành Đại Thuận, quan giữ chức tri Khánh châu là Lý Phục Khuê sai Lý Tín, Lưu Phủ ra xuất chiến, nhưng đều thất bại. Về sau đô tuần kiểm Khánh châu Diêu Hủy đẩy lui được quân Hạ nhưng cũng tổn thất nhiều binh tướng. Cuộc xung đột giữa hai nước tiếp tục kép dài trong những năm tiếp theo.
Năm 1071, quân Tống đánh bại quân Hạ tại Khánh châu, thu được lộ Hi Hà tổng cộng hơn 2000 dặm đất, tình hình chiến sự chuyển sang hướng có lợi cho Tống. Cùng năm đó Thần Tông bổ nhiệm Vương Thiều làm Thao Hà an phủ ti trưởng quan, chuẩn bị phát động cuộc chiến tranh với nhà Tây Hạ. Năm sau ông lại bổ nhiệm Vương Thiều làm tướng quân dẫn quân tấn công bọn quý tộc Thổ Phồn và đã mở rộng lãnh thổ được hơn 1000 dặm, chiêu hàng hơn 30 vạn người. Khi triều đình quyết định thiết lập lộ Hy Hà ở nơi này, Vương Thiều được bổ nhiệm làm kinh lược an phủ sứ. Năm 1073 Vương Thiều dẫn quân đánh chiếm Điệp Châu, Thao Châu, Mân Châu.... Đây là những thắng lợi chưa từng có trong các cuộc chiến tranh với Liêu và Tây Hạ từ khi thiết lập triều Bắc Tống. Lại nói về nước Tây Hạ, sau khi Nghị Tông qua đời, Huệ Tông nối ngôi còn nhỏ, mẫu hậu Lương thị chuyên quyền, lấn át Hạ chủ. Năm 1080, Hạ Huệ Tông mới được thân chính, nghe theo kiến nghị của Lý Thanh Sách, đem khu vực Hà Nam của Tây Hạ trả lại cho Tống nhằm lợi dụng triều Tống làm suy yếu thế lực ngoại thích. Tuy nhiên, cơ mật bị lộ, Lương thái hậu giết Lý Thanh Sách, quản thúc Hạ Huệ Tông. Phe bảo hoàng trong nước Hạ cầu triều Tống phái binh đánh Lương thái hậu.
Năm 1081, Tống Thần Tông cho rằng đây là thời cơ để tấn công Tây Hạ. Ông điều động 20 vạn quân chia làm 5 ngả tiến đánh thành Linh Châu, Lý Hiến làm Ngũ lộ đại quân thống soái, xuất phát từ Hi Hà lộ. Chủng Ngạc đến Phu Diên quân, Cao Tuấn đến Hoàn Khánh lộ, Lưu Xương Tạc đến Kính Nguyên lộ, Vương Trung Chính đến Hà Đông lộ. Quân Kinh Nguyên và Hoàn Khánh trước thủ Linh châu, sau đánh thẳng vào Hưng Khánh phủ. Quân Hà Đông và Phu Diên hội tại Hạ châu, đánh Hoài châu, cuối cùng tiến đánh trực tiếp Hưng Khánh phủ. Thủ lĩnh Giác Tư La Quốc Thổ Phồn là Đổng Chiên cũng phái binh chi viện, vượt Hoàng Hà đánh Lương châu.
Triều đình Tây Hạ dùng tập kích đường vận chuyển lương thảo, quân Tống cuối cùng chỉ đoạt được Lan châu. Năm sau, 1082, quân Tống xây dựng Vĩnh Lạc thành làm căn cứ từng bước gia tăng áp lực lên không gian quân sự của Tây Hạ tại Hoành Sơn. Lương thái hậu lợi dụng Vĩnh Lạc thành mới xây, suất 30 vạn đại quân bao vây đánh chiếm, quân Tống thảm bại và bị dìm xuống nước mà chết rất nhiều người, sử gọi là trận Vĩnh Lạc thành. Sau trận này, Tống phải chấp nhận hòa đàm với Hạ và tiến cống hằng năm.

### Những năm cuối cùng
Ngày 16 tháng 11 năm 1079, Thái hoàng thái hậu Tào thị qua đời, tôn thụy là Từ Thánh Quang Hiến hoàng hậu. Năm sau (1080), triều đình bàn việc sửa đổi quan chế, hai năm sau thì bàn định xong. Đổi Đồng trung thư môn hạ bình chương sự thành Thượng thư Tả, Hữu bộc xạ (thường gọi là Tả, Hữu thừa tướng), Tham tri chính sự là Trung thư Môn hạ thị lang. Khi đó Vương Khuê là Thượng thư Tả bộc xạ kiêm Môn hạ thị lang, Thái Xác làm Thượng thư Hữu bộc xạ kiêm Trung thư thị lang, Bồ Tông Mạnh, Vương An Lễ làm Thượng thư Tả, Hữu thừa, công việc tiến hành theo phép cũ của nhà Đường. Thái Xác sau đó khuyên Thần Tông rằng chỉ cần cử Tả Hữu bộc xạ kiêm Lưỡng tỉnh thị lang. Thái Xác làm Trung thư thị lang nên mặc dù chỉ là phó tướng nhưng lại nắm được thực quyền, còn Vương Khuê phải lép vế.
Năm 1084, sau 19 năm biên soạn, Tư Mã Quang đã hoàn thành tác phẩm Thông chí, chép việc từ thời Chu Uy Liệt vương đến hết thời Ngũ Đại. Đây là một tác phẩm có giá trị vô cùng to lớn trong đối với sử học Trung Quốc. Cuối năm đó, Tư Mã Quang đóng sách vào 10 chiếc hòm được trang trí chạm trổ lộng lẫy và thân chinh áp tải từ Lạc Dương đến Biện Kinh. Thần Tông cho đổi sách thành Tư trị thông giám.
Sau thất bại trong chiến dịch đánh Tây Hạ, sức khỏe của Thần Tông suy kém dần. Tháng 2 năm 1085, Thần Tông lâm bệnh nặng. Quần thần tâu xin lập Thái tử và xin cho Cao Thái hậu lâm triều nghe chính, Thần Tông chuẩn y. Tháng 3 ÂL, Thái hậu lên triều, tuyên bố chỉ dụ lập Diên An quận vương làm Hoàng thái tử, đổi tên là Triệu Hú.
Ngày Mậu Tuất (5) tháng 3 ÂL (tức ngày 1 tháng 4), Thần Tông qua đời, Thái tử Hú nối ngôi, tức là Tống Triết Tông. Thụy hiệu  Thể Nguyên Hiển Đạo pháp Cổ Lập Hiến Đế Đức Vương Công Anh Văn Liệt Vũ Khâm Nhân Thánh Hiếu hoàng đế (體元顯道法古立憲帝德王功英文烈武欽仁聖孝皇帝), an táng ở Vĩnh Dụ Lăng (永裕陵).

## Danh sách Đồng bình chương sự (Tể tướng) thời Thần Tông
1. Hàn Kì: 1067 - 1069
2. Phú Bật: 1069
3. Vương An Thạch: 1070 - 1074
4. Hàn Giáng: 1074 - 1075
5. Vương An Thạch (lần 2): 1075 - 1076
6. Vương Khuê: 1076 - 1085

## Gia đình
- Cha: Tống Anh Tông Triệu Thự.
- Mẹ: Tuyên Nhân Thánh Liệt hoàng hậu Cao thị (宣仁聖烈皇后 高氏, 1032 - 1093). Bà là người phản đối kịch liệt Tân pháp của Vương An Thạch, trọng dụng phe phái bảo thủ đứng đầu là Tư Mã Quang.

### Hậu phi

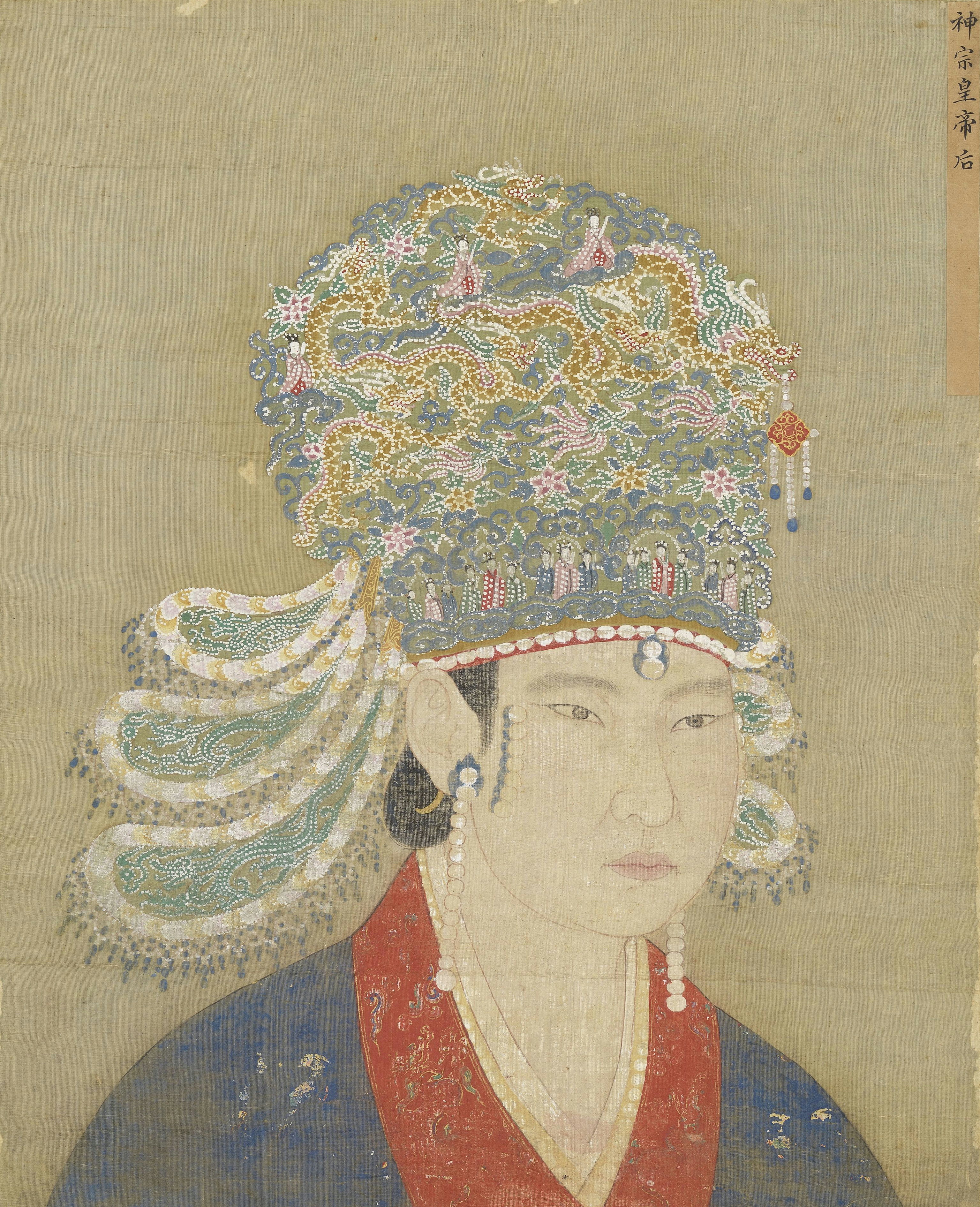
Khâm Thánh Hiến Túc Hoàng hậu Hướng thị

1. Khâm Thánh Hiến Túc Hoàng hậu Hướng thị (欽聖憲肅皇后向氏, 1042 - 1102), cháu gái Tể tướng Hướng Mẫn Trung (向敏中). Đến khi Tống Triết Tông qua đời, ủng hộ lập Đoan vương Triệu Cát (趙佶) lên nối ngôi.
2. Khâm Thành Hoàng hậu Chu thị (欽成皇后朱氏, 1052 - 1102), vốn họ Thôi (崔), cha là Thôi Kiệt (崔杰). Sau mẹ là Lý thị cải giá lấy Chu Sĩ An (朱士安) mới mang họ Chu. Từ vị Tài nhân (才人) tấn phong Đức phi (德妃). Khi Triết Tông hoàng đế đăng cơ, tấn phong Thánh Thụy hoàng thái phi (聖瑞皇太妃), sau tôn lên Hoàng thái hậu (皇太后). Sinh ra Tống Triết Tông và Sở Vinh Hiến vương Triệu Tự.
3. Khâm Từ Hoàng hậu Trần thị (欽慈皇后陳氏, 1057 - 1089), phong vị Mỹ nhân (美人), sau khi Thần Tông hoàng đế băng, quá đau buồn mà sanh bệnh qua đời. Triết Tông truy tôn là Quý nghi (貴儀), Hoàng thái phi (皇太妃) rồi Hoàng hậu. Mẹ của Tống Huy Tông.
4. Ý Mục Quý phi Hình thị (懿穆貴妃邢氏, ? - 1103), sơ phong Ngự thị (御侍), sau thăng Vĩnh Gia quận quân (永嘉郡君), Mỹ nhân (美人), Sung dung (充容) rồi Uyển nghi (婉仪). Triết Tông tức vị, tôn phong Hiền thái phi (贤太妃), Thục thái phi (淑太妃) và Quý thái phi (贵太妃), được ban thuỵ Ý Mục (懿穆). Bà là phi tần sinh hạ nhiều con nhất cho Thần Tông nhưng tiếc thay tất cả đều yểu mạng: Huệ vương Triệu Cận, Ký vương Triệu Giản, Dự Điệu Huệ vương Triệu Giá, Từ Xung Huệ vương Triệu Thích và Bân quốc trưởng công chúa.
5. Tống Quý phi (宋貴妃, ? - 1107). Từ vị Tài nhân (才人), Tiệp dư (婕妤) tấn phong Sung viên (充媛). Triết Tông tức vị, phong Tống thị làm Uyển nghi Thái tần (婉仪太嫔). Năm 1097 tôn phong Hiền thái phi (贤太妃), rồi Đức thái phi (德太妃), Thục thái phi (淑太妃) và đến thời Huy Tông là Quý thái phi (贵太妃). Sinh hạ 2 hoàng tử Thành vương Triệu Dật, Đường Ai Hiến vương Triệu Tuấn đều chết yểu và Đàm quốc Hiền Hiếu trưởng công chúa.
6. Lâm Hiền phi (林賢妃, 1052 - 1090), mỹ mạo xuất chúng, tên là Lâm Trinh (林贞), người huyện Nam Kiến, cháu nội của Tam ti sử Lâm Đặc (林特) và là con gái của Ti nông khanh Lâm Chu (林洙). Bà nhập cung lúc còn nhỏ, do Phùng Hiền phi của Tống Nhân Tông bảo trợ và nuôi dưỡng. Sau được Thần Tông hoàng đế lâm hạnh, sách phong Vĩnh Gia quận quân (永嘉郡君), rồi Mỹ nhân (美人), Tiệp dư (婕妤). Sau khi qua đời, dùng lễ an táng bậc nhất, truy tặng Quý nghi (貴儀), sau tấn tôn Hiền phi. Sinh ra Yên vương Triệu Hu, Việt vương Triệu Ty và Hình quốc công chúa.
7. Huệ Mục Hiền phi Vũ thị (惠穆賢妃武氏, ? - 1107), vốn là Ngự thị (御侍), sơ phong Tài nhân (才人), Mỹ nhân (美人) rồi Tiệp dư (婕妤). Huy Tông tức vị, tôn làm Chiêu nghi (昭仪) rồi Hiền phi (贤妃), sau khi mất ban thuỵ Huệ Mục (惠穆). Sinh ra Ngô Vinh Mục vương Triệu Tất và Duyện quốc công chúa.
8. Ý Tĩnh Thục phi Trương thị (懿静淑妃張氏, ? - 1105), sơ phong Ngự thị (御侍), sau thăng Nhân Thọ huyện quân (仁寿县君), Tài nhân (才人) rồi Tiệp dư (婕妤). Sang thời Triết Tông được phong làm Uyển dung (婉容), khi qua đời truy tặng Thục phi (淑妃), thuỵ Ý Tĩnh (懿静). Sinh ra Sở quốc công chúa chết yểu.
9. Dương Hiền phi (楊賢妃), nguyên là thứ thiếp của Thần Tông khi còn là hoàng tử, sau khi lên ngôi cũng không phong vị cho Dương thị. Sau Huy Tông truy phong Hiền phi (贤妃).
10. Phùng Tu dung (冯婕妤), nguyên là Trì Bình quận quân (治平郡君). Triết Tông tôn làm Tài nhân (才人), Tiệp dư (婕妤) rồi Tu dung (修容)
11. Tiền Tiệp dư (錢婕妤, ? - 1098), nguyên là Quảng Bình quận quân (广平郡君). Triết Tông tôn làm Mỹ nhân (美人), sau xuất gia lấy pháp danh Cách Phi (格非). Khi qua đời, Huy Tông phục vị Mỹ nhân, sau truy tôn Tiệp dư (婕妤).
12. Quách Tài nhân (郭才人), nguyên là Hoài Dương quận quân (淮阳郡君), sau Triết Tông tôn làm Tài nhân (才人). Sinh hạ Nghi vương Triệu Vĩ chết non.
13. Chiêu nghi Câu thị (昭儀勾氏), nguyên là Nhân Thọ quận quân (仁寿郡君), Triết Tông tôn làm Tài nhân (才人) rồi Mỹ nhân (美人). Huy Tông tôn làm Chiêu nghi (昭儀).

### Hậu duệ

#### Hoàng tử
Thần Tông có tất cả 14 người con trai nhưng chỉ có 6 trong số đố là sống tới khi trưởng thành.
1. Thành vương Triệu Dật (成王趙佾; 10 tháng 12, 1069 - 22 tháng 12, 1069), mẹ là Tống Quý phi.
2. Huệ vương Triệu Cận (惠王趙僅; 21 tháng 6, 1071 - 23 tháng 6, 1071), mẹ là Hình Quý phi.
3. Đường Ai Hiến vương Triệu Tuấn (唐哀獻王趙俊; 1073 - 1077), mẹ là Tống Quý phi. Lên 1 tuổi được phong Kiểm hiệu Thái uý (檢校太尉), Vĩnh quốc công (永國公), sau thăng phong Tiết độ sứ (節度使). Lên 4 tuổi yểu mệnh qua đời, truy phong Duyện vương (兗王), thuỵ là Ai Hiến (哀獻). Huy Tông cải làm Đường vương (唐王).
4. Bao vương Triệu Thân (褒王趙伸; 18 tháng 6, 1074 - 19 tháng 6, 1074), mẹ không rõ. Huy Tông ban danh và phong Bao vương (褒王).
5. Ký Xung Hiếu vương Triệu Giản (冀王趙僩; 15 tháng 7, 1074 - 26 tháng 1, 1076), mẹ là Hình Quý phi. Sơ phong Cảnh quốc công (景國公). Qua đời khi chưa đầy 2 tuổi, truy phong Ký vương (冀王), thuỵ là Xung Hiếu (沖孝).
6. Triệu Hú (趙煦), tức Triết Tông Chiêu Hiếu hoàng đế (昭孝皇帝昭孝皇帝), mẹ là Khâm Thành hoàng hậu.
7. Dự Điệu Huệ vương Triệu Giá (豫悼惠王趙價; 1077 - 1078), mẹ là Hình Quý phi. Sơ phong Kiến quốc công (建國公); Cùng năm đó qua đời, truy phong Vệ vương (衛王), thuỵ là Điệu Huệ (悼惠). Huy Tông cải làm Dự vương (豫王).
8. Từ Xung Huệ vương Triệu Thích (徐沖惠王趙倜; 1078 - 1081), mẹ là Hình Quý phi. Yểu mệnh, truy phong Vận vương (鄆王), thuỵ là Xung Huệ (沖惠). Huy Tông cải làm Từ vương (徐王).
9. Ngô Vinh Mục vương Triệu Tất (吳荣穆王趙佖; 1082 - 1106), mẹ là Huệ Mục Hiền phi. Sơ phong Nghi quốc công (儀國公), thăng Đại Ninh quận vương (大寧郡王) rồi Thân vương (申王) dưới thời Triết Tông. Huy Tông cải làm Trần vương (陈王). Qua đời truy phong Yên vương (燕王) rồi Ngô vương (吴王), thuỵ là Vinh Mục (荣穆). Có ba con trai.
10. Nghi vương Triệu Vĩ (儀王趙偉, 1082 - 1082), chết sau khi sinh, mẹ là Quách Tài nhân. Huy Tông ban danh và phong Nghi vương (儀王).
11. Triệu Cát (趙佶), tức Huy Tông Hiển Hiếu hoàng đế (徽宗顯孝皇帝), mẹ là Khâm Từ hoàng hậu.
12. Yên vương Triệu Hu (燕王趙俁; 1083 - 1127), mẹ là Lâm Hiền phi. Sơ phong Thành quốc công (成國公), thăng Hàm Ninh quận vương (咸寧郡王) rồi Sân vương (莘王) dưới thời Triết Tông. Huy Tông cải làm Vệ vương (衛王), Nguỵ vương (魏王) rồi Yên vương (燕王). Cả gia đình bị bắt làm tù binh trong Sự kiện Tĩnh Khang, bị bỏ đói đến chết trên đường về phương bắc. Có 3 trai 2 gái.
13. Sở Vinh Hiến vương Triệu Tự (楚榮憲王趙似; 1083 - 1106), mẹ là Khâm Thành hoàng hậu, bị nghi kỵ không phải là con của Thần Tông. Sơ phong Hoà quốc công (和國公), thăng Phổ Ninh quận vương (普寧郡王) rồi Giản vương (簡王) dưới thời Triết Tông. Huy Tông cải làm Thái vương (蔡王). Qua đời truy phong Hàn vương (韓王) rồi Sở vương (楚王), thuỵ là Vinh Hiến (荣穆). Tể tướng Chương Đôn (章惇) từng đề cử ông vào vị trí ngai vàng nhưng Hướng Thái hậu không tán đồng vì bà cho rằng ông không phải con của Thần Tông[25]. Có một con trai.
14. Việt vương Triệu Ty (越王趙偲; 1085 - 1129), mẹ là Lâm Hiền phi. Sơ phong Kỳ quốc công (祈國公), thăng Vĩnh Ninh quận vương (永寧郡王) rồi Mục vương (睦王) dưới thời Triết Tông. Huy Tông cải làm Định vương (定王), Đặng vương (鄧王) rồi Việt vương (越王). Cả gia đình bị bắt làm tù binh trong Sự kiện Tĩnh Khang, sau bị giết. Có 3 trai 2 gái.

#### Hoàng nữ
1. Chu quốc trưởng công chúa (周國長公主; 1067 - 1078), mẹ là Khâm Thánh Hiến Túc hoàng hậu. Thông minh từ nhỏ, không may yểu mạng mà qua đời, Thượng Hoàng hậu đau buồn khôn xiết. Sơ phong Diên Hi công chúa (延禧公主), truy phong Yên quốc công chúa (燕国公主). Huy Tông cải làm Chu quốc trưởng công chúa (周國長公主), ban thuỵ Thục Hoài trưởng đế cơ (淑怀长帝姬).
2. Sở quốc trưởng công chúa (楚國公主; ? - 1072), mẹ là Ý Tĩnh Thục phi. Sơ phong Bảo Khánh công chúa (寶慶公主), mất khi độ khoảng 10 tuổi, truy phong Ngô quốc công chúa (吳国公主). Huy Tông cải làm Sở quốc trưởng công chúa (楚國長公主), ban thuỵ Hiền Khác trưởng để cơ (賢恪長帝姬).
3. Đường quốc trưởng công chúa (唐国长公主; ? - 1111), mẹ không rõ, sơ phong Thục Thọ công chúa (淑壽公主). Hạ giá lấy Hàn Gia Ngạn (韩嘉彦), con trai của đại thần Hàn Kỳ (韩琦). Lần lượt được phong Ôn quốc (温国), Tào quốc (曹国), Ký quốc (冀国), Ung quốc (雍国) Việt quốc (越国), Yên quốc công chúa (燕国公主). Huy Tông cải làm Đường quốc trưởng công chúa (唐國長公主), ban thuỵ Hiền Mục trưởng đế cơ (贤穆长帝姬).
4. Đàm quốc trưởng công chúa (潭国长公主; ? - 1108), mẹ là Tống Quý phi. Sơ phong Đường quốc công chúa (康国公主), hạ giá lấy Vương Ngỗ (王遇). Lần lượt được phong Hàn quốc (韩国), Lỗ quốc (鲁国), Trần quốc (陈国), Vận quốc công chúa (郓国公主). Huy Tông cải làm Đàm quốc trưởng công chúa (潭國長公主), ban thuỵ Hiền Hiếu trưởng đế cơ (贤孝长帝姬).
5. Vận quốc trưởng công chúa (郓國公主; ? - 1085), mẹ không rõ, mất sớm, truy phong Huệ quốc công chúa (惠國公主) rồi Vận quốc trưởng công chúa (鄆國長公主) dưới thời Huy Tông, ban thuỵ Hiền Khang trưởng đế cơ (賢康長帝姬).
6. Lộ quốc trưởng công chúa (潞國公主; ? - 1084), không rõ mẹ, mất sớm. Truy phong là Sân quốc công chúa (莘國公主), rồi Lộ quốc trưởng công chúa (潞國長公主) dưới thời Huy Tông, ban thuỵ là Hiền Mục trưởng đế cơ (賢穆長帝姬).
7. Hình quốc trưởng công chúa (邢國公主; ? - 1084), mẹ là Lâm Hiền phi, mất sớm. Truy phong Thân quốc công chúa (申國公主), rồi Hình quốc trưởng công chúa (邢國長公主) dưới thời Huy Tông, ban thuỵ Hiền Lệnh trưởng đế cơ (賢令長帝姬).
8. Bân quốc trưởng công chúa (邠國公主; ? - 1085), mẹ là Ý Mục Quý phi, mất sớm nên chưa kịp phong tước. Triết Tông truy phong Nghi quốc trưởng công chúa (沂國長公主) rồi Đặng quốc trưởng công chúa (鄧國長公主). Huy Tông cải làm Bân quốc trưởng công chúa (唐國長公主), ban thuỵ Hiền Nghi trưởng đế cơ (賢宜長帝姬).
9. Duyện quốc trưởng công chúa (衮國公主; ? - 1090), mẹ không rõ, mất sớm nên chưa kịp phong tước. Triết Tông truy phong Gia quốc trưởng công chúa (嘉國長公主), rồi Thái quốc trưởng công chúa (蔡國長公主). Huy Tông cải làm Duyện quốc trưởng công chúa (兗國長公主), ban thuỵ Hiền Hòa trưởng đế cơ (賢和長帝姬).
10. Từ quốc trưởng công chúa (徐国长公主; 1085 - 1115), mẹ là Khâm Thành hoàng hậu. Triết Tông phong Khánh quốc công chúa (庆国長公主), hậu cải Ích quốc (益国), Ký quốc (冀国), Thục quốc (蜀国), Từ quốc trưởng công chúa (徐國長公主). Hạ giá Phan Ý (潘意), tằng tôn của Trịnh vương Phan Mỹ (潘美). Những năm Chánh Hòa, cải phong Nhu Huệ đế cơ (柔惠帝姬). Sau khi qua đời, ban thuỵ Hiền Tĩnh trưởng đế cơ (贤静长帝姬). Sinh hạ hai con trai nhưng đều chết yểu, công chúa nhận nuôi một người con gái của một người thiếp của Phan Mỹ.